# Kongsfjord

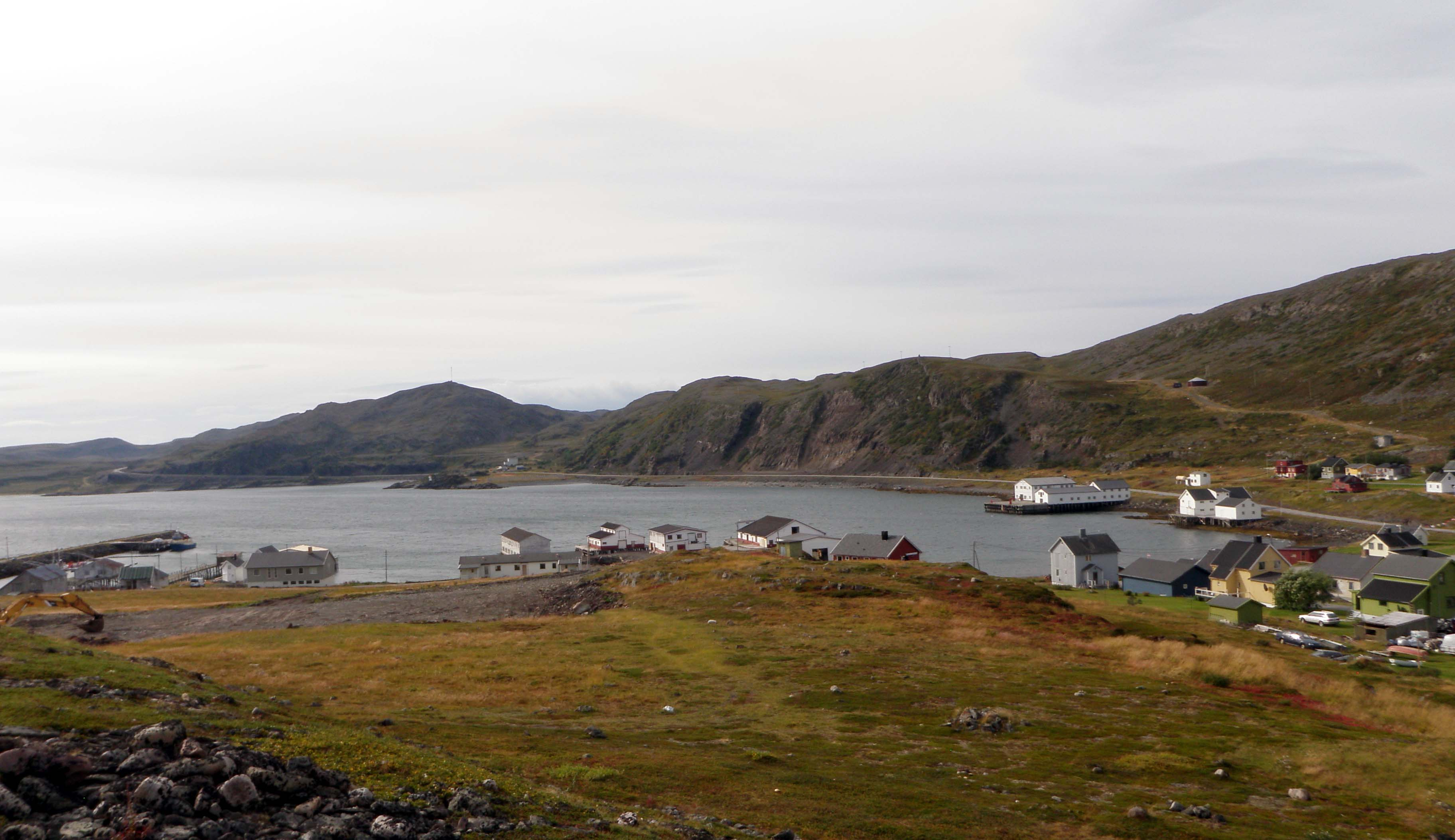
Zona costera de Kongsfjord.

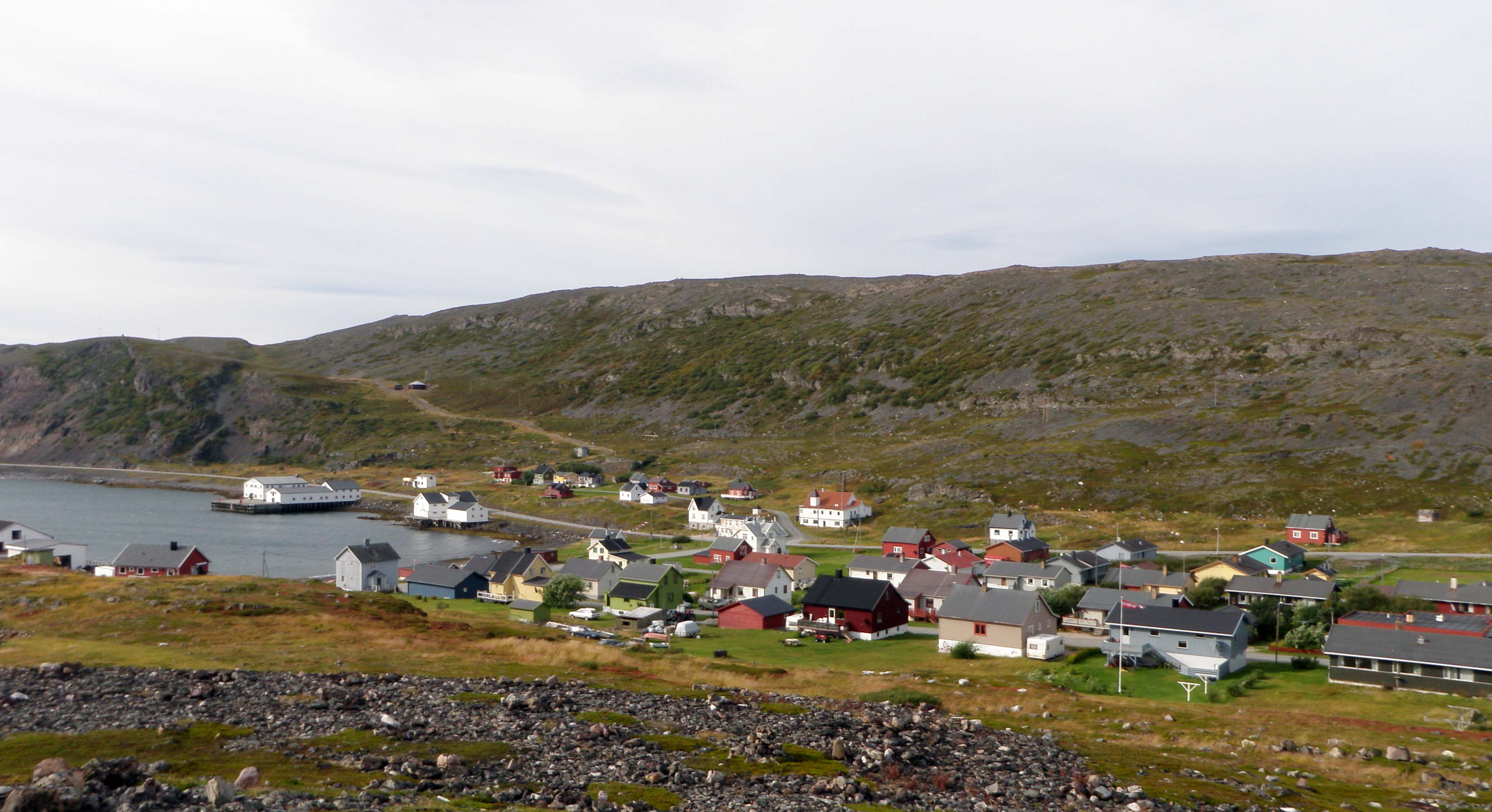
Centro de Kongsfjord, con la Capilla de Kongsfjord en el centro.

Kongsfjord es un pueblo de pescadores en el municipio de Berlevåg, en Finnmark, Noruega. Se trata de una de las dos localidades "væreier" conservadas en Finnmark.